# Yeltzin Erique
Yeltzin Hernán Erique Villigua (Santa Ana, Ecuador, 27 de marzo de 2003) es un futbolista ecuatoriano. Juega como defensa y su equipo actual es Liga Deportiva Universitaria de la Serie A de Ecuador.

## Trayectoria
Yeltzin comenzó en las formativas de Independiente del Valle, posteriormente jugó en varios equipos de Segunda Categoría de Manabí donde debutó en 2019 en el primer equipo de Portoviejo Fútbol Club, también vistió las camisetas de Colón Fútbol Club, Malecón de Santa Ana, Liga de Portoviejo. En 2021 jugó el torneo provincial de Segunda Categoría de Pichincha con Deportivo Meridiano. Desde ese año es parte de Liga Deportiva Universitaria.
En 2024 fue cedido a préstamo por una temporada con opción a compra al Orense Sporting Club.

## Selección nacional

### Categorías inferiores
El 5 de enero de 2023 se anunció su convocatoria para disputar el Campeonato Sudamericano Sub-20 en Colombia. El 9 de mayo de 2023 fue convocado para la Copa Mundial de Fútbol Sub-20 de 2023.

#### Participaciones en Sudamericanos
| Campeonato                         | Sede     | Resultado    | Partidos | Goles |
| ---------------------------------- | -------- | ------------ | -------- | ----- |
| Juegos Suramericanos Asunción 2022 | Paraguay | Plata        | 5        | 0     |
| Sudamericano Sub-20 de 2023        | Colombia | Cuarto lugar | 9        | 0     |

#### Participaciones en Copas del Mundo
| Campeonato                  | Sede      | Resultado        | Partidos | Goles |
| --------------------------- | --------- | ---------------- | -------- | ----- |
| Copa Mundial Sub-20 de 2023 | Argentina | Octavos de final | 1        | 0     |

## Estadísticas

### Clubes
Actualizado al último partido disputado el 17 de agosto de 2025.
| Club                                   | Div.          | Temporada     | Liga  | Liga  | Liga   | Copas nacionales | Copas nacionales | Copas nacionales | Copas internacionales | Copas internacionales | Copas internacionales | Total | Total | Total  |
| Club                                   | Div.          | Temporada     | Part. | Goles | Asist. | Part.            | Goles            | Asist.           | Part.                 | Goles                 | Asist.                | Part. | Goles | Asist. |
| -------------------------------------- | ------------- | ------------- | ----- | ----- | ------ | ---------------- | ---------------- | ---------------- | --------------------- | --------------------- | --------------------- | ----- | ----- | ------ |
| Portoviejo F. C. · Ecuador             | 3.ª           | 2019          | 9     | 1     | 0      | —                | —                | —                | —                     | —                     | —                     | 9     | 1     | 0      |
| Portoviejo F. C. · Ecuador             | 3.ª           | 2020          | 2     | 0     | 0      | —                | —                | —                | —                     | —                     | —                     | 2     | 0     | 0      |
| Portoviejo F. C. · Ecuador             | Total club    | Total club    | 11    | 1     | 0      | 0                | 0                | 0                | 0                     | 0                     | 0                     | 11    | 1     | 0      |
| Deportivo Meridiano · Ecuador          | 3.ª           | 2021          | 18    | 0     | 0      | —                | —                | —                | —                     | —                     | —                     | 18    | 0     | 0      |
| Deportivo Meridiano · Ecuador          | Total club    | Total club    | 18    | 0     | 0      | 0                | 0                | 0                | 0                     | 0                     | 0                     | 18    | 0     | 0      |
| Liga Deportiva Universitaria · Ecuador | 1.ª           | 2023          | 1     | 0     | 0      | —                | —                | —                | 0                     | 0                     | 0                     | 1     | 0     | 0      |
| Orense S. C. · Ecuador                 | 1.ª           | 2024          | 22    | 0     | 1      | 1                | 0                | 0                | —                     | —                     | —                     | 23    | 0     | 1      |
| Orense S. C. · Ecuador                 | Total club    | Total club    | 22    | 0     | 1      | 1                | 0                | 0                | 0                     | 0                     | 0                     | 23    | 0     | 1      |
| Liga Deportiva Universitaria · Ecuador | 1.ª           | 2025          | 11    | 0     | 0      | 1                | 0                | 0                | 3                     | 0                     | 0                     | 15    | 0     | 0      |
| Liga Deportiva Universitaria · Ecuador | Total club    | Total club    | 12    | 0     | 0      | 1                | 0                | 0                | 3                     | 0                     | 0                     | 16    | 0     | 0      |
| Total carrera                          | Total carrera | Total carrera | 63    | 1     | 1      | 2                | 0                | 0                | 3                     | 0                     | 0                     | 68    | 1     | 1      |
| 1. 2.                                  |               |               |       |       |        |                  |                  |                  |                       |                       |                       |       |       |        |

## Palmarés

### Campeonatos nacionales
| Título               | Club                         | Año  |
| -------------------- | ---------------------------- | ---- |
| Serie A de Ecuador   | Liga Deportiva Universitaria | 2023 |
| Supercopa de Ecuador | Liga Deportiva Universitaria | 2025 |

### Campeonatos internacionales
| Título            | Club                         | Año  |
| ----------------- | ---------------------------- | ---- |
| Copa Sudamericana | Liga Deportiva Universitaria | 2023 |